# Candita Batista
Candita Batista Batista (* 3. Oktober 1916 in Camagüey, Kuba; † 1. April 2016 ebenda) war eine kubanische Sängerin. Sie war eine bedeutende Vertreterin afrokubanischer Musik. In Kuba sehr bekannt, trat sie auf der ganzen Welt auf, so in Lateinamerika, Europa und Afrika.

## Leben
Candita Batista wurde in einfachen Verhältnissen auf dem Gebiet der damals „El Senado“ genannten Zuckerfabrik (heute: „Noel Fernández“) nördlich von Minas in der Provinz Camagüey geboren, wo sie bis zu ihrer frühen Jugend aufwuchs. Anschließend zog die Familie in die Provinzhauptstadt Camagüey, wo sie auch anfangs auftrat und fester Bestandteil der dortigen Musikszene wurde. Ihre Karriere hatte 1932 dort begonnen, seit 1936 arbeitete sie als Berufsmusikerin. 1937 kam sie in die Hauptstadt Havanna, wo sie zunächst in diversen Theatern und Opernhäusern auftrat. 1941 debütierte sie im Martí-Theater von Havanna als Protagonistin der Compañía Batamú, der ersten afrokubanischen Künstlergruppe. Es folgte eine Reise durch Lateinamerika, wo sie in Mexiko, Guatemala, Honduras, El Salvador, Costa Rica, Panama, Kolumbien auftrat. Später folgte eine umfangreiche Tournee durch Europa und Nordafrika, die sie nach Spanien, Portugal, Belgien, Niederlande, Finnland, Schweiz, Schweden, Dänemark, Italien, Frankreich, Deutschland und Marokko auftrat. So sang sie im Olympia in Paris, dort hatte sie ihre bekanntesten Auftritte. Zu den prominentesten Stars, mit denen sie auf einer Bühne stand, gehörten Charles Aznavour, Maurice Chevalier, Nat King Cole, Dizzy Gillespie und Josephine Baker.
Die Sängerin stand mehr als achtzig Jahre auf der Bühne. Zu ihrem Repertoire gehörten vor allem kubanische Musikrichtungen wie der Son, Pregón, Guaracha, Rumba, Bolero und Volkslieder.
Einer ihrer bekanntester Song ist Angelitos Negros. Weitere bekannte Songs sind Ritmo de Santa und El Dulce.
Dem deutschen und französischen Fernsehpublikum wurde sie innerhalb einer 2013 erstausgestrahlten Dokumentation über hochbetagte Kubaner präsentiert.

## Dokumentarfilm
- Candita Batista, la vedette negra de Cuba, (Kurzfilm, 26 Minuten), Kuba 2003, Regie: Manuel Jorge Pérez[4]

## Auszeichnungen
- Alejo-Carpentier-Medaille (verliehen vom kubanischen Kulturministerium)[5]
- Auszeichnung für die Nationale Kultur (verliehen vom kubanischen Kulturministerium)[5]
- Auszeichnung „Emeritierter Künstler“ des staatlichen Künstlerverbands UNEAC[6]
- Nationalpreis für das Lebenswerk der Musikervereinigung des staatlichen Künstlerverbands UNEAC[2]
- Auszeichnung „Berühmte Tochter der Provinz Camagüey“ (verliehen vom Provinzparlament)[2]
- Gedenkplakette zum 45. Jubiläum der Universität Camagüey (verliehen von der Universität)[5]